# Riad Michael
Riad Alexander Michael, auch bekannt unter dem Alias Geyser, ist ein deutscher Elektronikmusiker sowie Mediziner.
Nachdem sein beachtetes und von der Kritik gelobtes Debütalbum Digger unter dem Kölner Label Mehrwert Records erschienen ist, hat er sein eigenes Label Geyser Recordings gegründet, unter welchem seine weiteren Studioalben veröffentlicht worden sind. Seine Produktionen sind als eigenständig beschrieben worden und weisen Einflüsse verschiedener Electronica-Stile wie z. B. Downtempo, Ambient oder Trance auf.
Riad Michael hat seine medizinische Dissertation zum Thema Musikmalen als psychotherapeutische Methode bei psychogenen und psychosomatischen Störungen geschrieben sowie eine wissenschaftliche Weiterbildung in Musiktherapie absolviert.

## Diskografie

### Als Riad Michael
Alben
- 2009 Ambient I

Singles & EPs
- 2008 Abaro
- 2009 Snip
- 2010 Lights
- 2011 Desire

### Als Geyser
Alben
- 2000 Digger (Promotion-Version)
- 2001 Digger
- 2005 Concrete (feat. Leah)
- 2005 Atmosphere
- 2006 Digger 2006 (Wiederveröffentlichung)
- 2009 Clean Sweep
- 2011 Fifth

Singles & EPs
- 2001 Tomi
- 2005 Concrete (feat. Leah)
- 2006 Anker
- 2007 Decision

Kompilationen
- 2010 Selected Downbeat Works 01-09